# Hamptophryne
Genre
Synonymes
- Altigius Wild, 1995

Hamptophryne  est un genre d'amphibiens de la famille des Microhylidae.

## Répartition
Les 2 espèces de ce genre se rencontrent en Amérique du Sud.

## Liste des espèces
Selon Amphibian Species of the World (19 juin 2014) :
- Hamptophryne alios (Wild, 1995)
- Hamptophryne boliviana (Parker, 1927)

## Taxinomie
Le genre Altigius a été synonymisé avec Hamptophryne par de Sá, Streicher, Sekonyela, Forlani, Loader, Greenbaum, Richards & Haddad en 2012.

## Étymologie
Le nom de ce genre est formé à partir de Hampto, en l'honneur d'Hampton Wildman Parker, et du mot grec phrynos, le crapaud.

## Publications originales
- Carvalho, 1954 : A preliminary synopsis of the genera of American microhylid frogs. Occasional papers of the Museum of Zoology, University of Michigan, vol. 555, p. 1-19 (texte intégral).
- Wild, 1995 : New genus and species of Amazonian microhylid frog with a phylogenetic analysis of new world genera. Copeia, vol. 1995, no 4, p. 837-849 (texte intégral).